# Programa de identificación de amenazas aeroespaciales avanzadas
El Programa de identificación de amenazas aeroespaciales avanzadas, originalmente en inglés The Advanced Aerospace Threat Identification Program (AATIP), fue un esfuerzo de investigación no clasificado pero no publicitado financiado por el Gobierno de los Estados Unidos para estudiar objetos voladores no identificados (OVNI) o fenómenos aéreos inexplicables (FANI). El programa se hizo público por primera vez el 16 de diciembre de 2017. El programa comenzó en 2007, con una financiación de 22 millones de dólares a lo largo de los cinco años hasta que se acabaron los créditos disponibles en 2012. El programa tuvo su germen en la Agencia de Inteligencia de la Defensa del país norteamericano.
Según el Departamento de Defensa, el AATIP terminó en 2012 después de cinco años; sin embargo, los informes sugirieron que los programas del gobierno de Estados Unidos para investigar ovnis continuaron. Esto fue confirmado en junio de 2020, con el reconocimiento de un programa militar similar, la Fuerza de Tarea de Fenómenos Aéreos No Identificados (UAPTF) no clasificada pero no reportada previamente.
Luis Elizondo, que era el director del programa AATIP, pasó a trabajar para To the Stars... Academy of Arts & Sciences 2017. Dejó la empresa en 2020.

## Historia

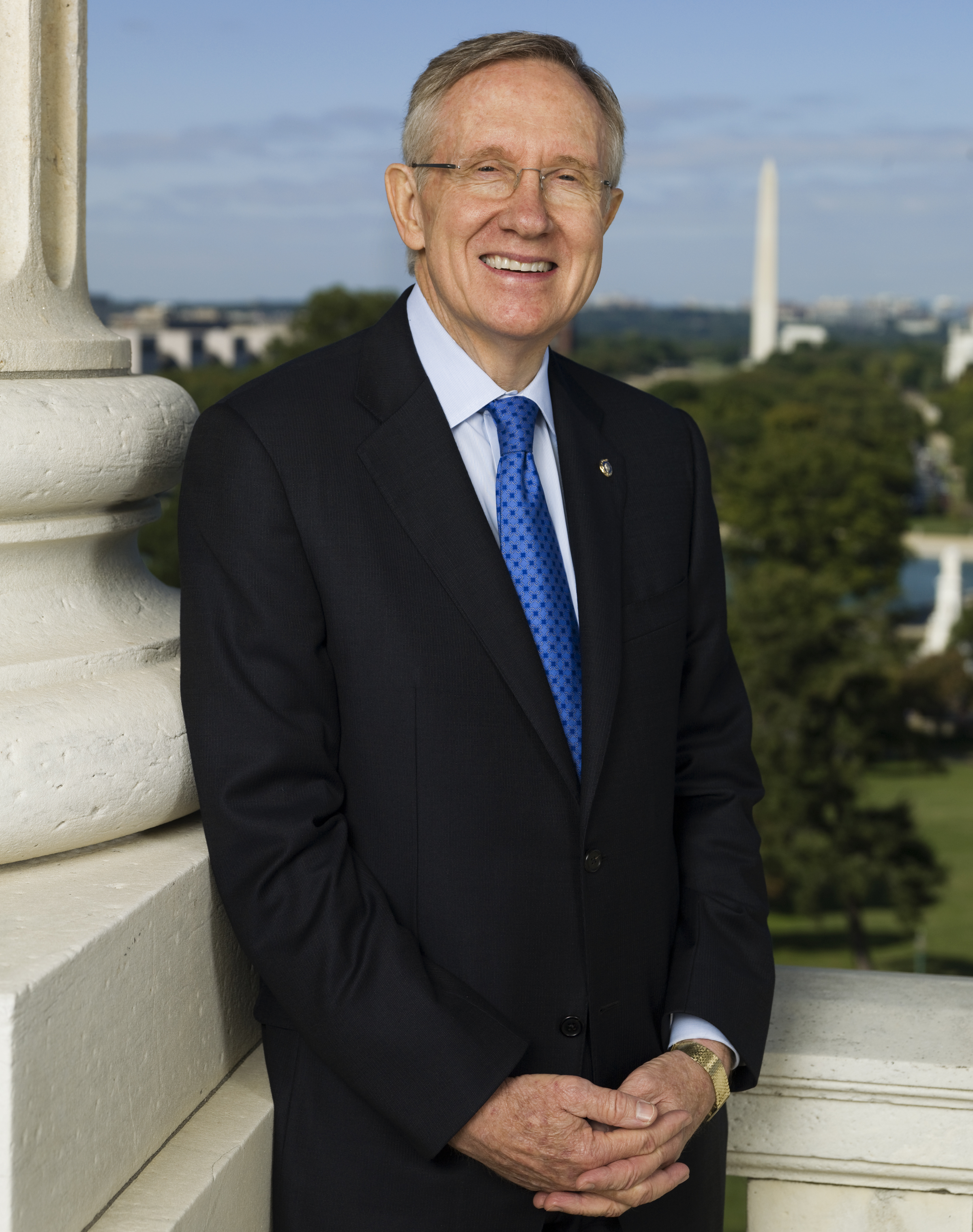
El senador demócrata Harry Reid (1939-2021).

### Orígenes
Iniciado por el entonces líder de la mayoría del Senado Harry Reid (demócrata de Nevada) como Programa de Aplicaciones de Sistemas Avanzados de Armamento Aeroespacial (AAWSAP) para estudiar fenómenos aéreos inexplicables (UAP) a instancias del amigo de Reid, el multimillonario de Nevada y contratista gubernamental Robert Bigelow, y con el apoyo de los fallecidos senadores Ted Stevens (republicano de Alaska) y Daniel Inouye (demócrata de Hawái), el programa comenzó en la DIA en 2007 y se le asignó un presupuesto de 22 millones de dólares en sus cinco años de funcionamiento.
Las instalaciones de la Fuerza Aérea de Estados Unidos conocidas como "Área 51" se encuentran en Nevada, el estado natal de Reid. Tras el renovado interés que suscitó en la década de 1970 el accidente del globo al que a menudo se hace referencia como el "incidente OVNI de Roswell de 1947", los ufólogos y teóricos de la conspiración rumorearon que el "Área 51" era el lugar donde el gobierno estadounidense almacenaba las naves alienígenas estrelladas para su estudio.
Cuando fue entrevistado a raíz de la publicidad que rodeó al AATIP, Reid se mostró orgulloso de su logro y se le citó diciendo: "Creo que es una de las cosas buenas que he hecho en mi servicio en el Congreso. He hecho algo que nadie había hecho antes". Reid explicó el razonamiento que le llevó a patrocinar el programa diciendo: "Me interesa la ciencia y ayudar al público estadounidense a entender qué demonios está pasando" y afirmó que "cientos y cientos de documentos" han estado disponibles desde que se completó el programa y que "la mayoría de ellos, el 80 por ciento al menos, son públicos", añadiendo: "Yo quería que fuera público, se hizo público, y ustedes ni siquiera lo han mirado".
Una carta de Reid de 2009 fue publicada por los periodistas de investigación de KLAS-TV George Knapp y Matt Adams, en la que el senador afirmó que el AATIP ha hecho "muchos progresos" con la "identificación de varios hallazgos altamente sensibles y no convencionales relacionados con el sector aeroespacial" que "probablemente conducirán a avances tecnológicos", recomendando la creación de un programa de acceso especial para partes específicas del AATIP.

### Liderazgo y funciones
El AATIP fue dirigido por Luis Elizondo. Elizondo renunció a El Pentágono en octubre de 2017 para protestar por el secretismo del gobierno y la oposición a la investigación, declarando en una carta de renuncia al Secretario de Defensa de los Estados Unidos, James Mattis, que el programa no estaba siendo tomado en serio. Elizondo dijo el 19 de diciembre de 2017 que creía que había "evidencia muy convincente de que podríamos no estar solos".
AATIP, a través de un contrato otorgado a Bigelow Aerospace (BAASS), generó un informe de 494 páginas que documenta supuestos avistamientos de ovnis en todo el mundo durante varias décadas. Este "Informe de diez meses" no ha llegado a hacerse público, pero se conoce que está centrado en informes, planes y análisis exhaustivos de fenómenos aéreos inexplicables. Según un antiguo contratista del BAASS, el informe era sólo una muestra de los materiales proporcionados a la Agencia de Inteligencia de Defensa, ya que "se enviaban informes mensuales al Pentágono, además de actualizaciones anuales del programa, todos ellos sobre FANI o fenómenos anómalos". El programa también financió y publicó 38 estudios. Dichos estudios teóricos abarcan una serie de temas aeroespaciales avanzados, exóticos y teóricos, que van desde la "Detección y seguimiento de alta resolución de vehículos a velocidades hipersónicas" hasta la "warp drive, la energía oscura y la manipulación de dimensiones extra".
Entre la información que ha divulgado el programa se encuentran "varios vídeos cortos de aviones militares que se topan con algo que no pueden identificar". La divulgación de esos vídeos formaba parte de una campaña de Luis Elizondo, que entonces trabajaba para To The Stars Academy of Arts & Science, quien dijo que quería arrojar luz sobre el programa. La Armada confirmó la autenticidad de los vídeos, afirmando únicamente que mostraban lo que ellos consideraban "fenómenos aéreos no identificados". Susan Gough, portavoz del Pentágono, confirmó que los tres vídeos habían sido realizados por aviadores navales y que "forman parte de un problema más amplio de aumento del número de incursiones en campos de entrenamiento por parte de fenómenos aéreos no identificados en los últimos años".

## Hechos posteriores
Aunque el Departamento de Defensa declaró que el AATIP había finalizado en 2012, tras el reconocimiento del programa en 2017 el estado exacto del AATIP y su supuesta finalización seguían sin estar claros. Elizondo afirmó que, aunque la financiación gubernamental del esfuerzo finalizó en 2012, el programa continuó con el apoyo de oficiales de la Armada y la CIA incluso después de su dimisión. Los informes de 2020 confirmaron la declaración de Elizondo, además de informar de la existencia del sucesor del AATIP por parte del gobierno estadounidense.

### Programa sucesor
En 2020, El Pentágono reconoció la existencia de un programa similar al AATIP denominado Grupo de Trabajo de Fenómenos Aéreos No Identificados (UAPTF). El programa no clasificado, pero no reconocido previamente, se hizo público durante una audiencia de junio de 2020 del Comité Selecto del Senado sobre Inteligencia. El programa ha estado dando sesiones informativas clasificadas a comités del Congreso y ejecutivos aeroespaciales durante más de una década. El exsenador Harry Reid declaró en referencia al programa sucesor: "Es extremadamente importante que la información sobre el descubrimiento de materiales físicos o naves recuperadas salga a la luz".

### Reacción y análisis
Los materiales estudiados por la AATIP han sido objeto de audiencias clasificadas en el Congreso destinadas a comprender e identificar la amenaza potencial para la seguridad de los aviadores. La Armada ha confirmado que, en respuesta a las preguntas de los miembros del Congreso, han proporcionado una serie de sesiones informativas a cargo de altos funcionarios de inteligencia naval, así como testimonios de "aviadores que informaron de peligros para la seguridad de la aviación".
El contenido de esas sesiones informativas está clasificado, pero el senador Mark Warner, vicepresidente del Comité de Inteligencia del Senado, que participó en una de ellas, hizo pública una declaración en la que solicitaba más investigaciones sobre "interferencias inexplicables en el aire" que pudieran plantear problemas de seguridad a los pilotos navales.
Según Popular Mechanics, el general de brigada del Comité de Inteligencia del Senado Richard Stapp, director de la Oficina Central del Programa de Acceso Especial del Departamento de Defensa, declaró que los misteriosos objetos encontrados por los militares no estaban relacionados con tecnología secreta de los Estados Unidos. El entonces presidente Donald Trump también fue informado sobre el tema, llegando a declarar: "Tuve una reunión muy breve sobre ello. Pero la gente dice que está viendo ovnis. ¿Me lo creo? No especialmente".
Mick West, escritor científico e investigador escéptico, sugiere que la disponibilidad pública y la confirmación de estudios empíricos rigurosos por parte de la AATIP podrían cambiar toda la dinámica de los ovni: "Sería fantástico si hubiera alguna buena prueba de algo nuevo para la ciencia. Hasta ahora no la hay". Varios investigadores, entre ellos Benjamin Radford y Robert Sheaffer, han señalado que detrás de los incidentes notificados probablemente se encuentren explicaciones mundanas como la identificación errónea de chorros distantes o estelas de condensación ordinarias.
El astrofísico Leon Golub ha afirmado que esos informes tienen varias explicaciones posibles como "fallos en el código de los sistemas de imagen y visualización, efectos atmosféricos y reflejos, sobrecarga neurológica por múltiples entradas durante el vuelo a alta velocidad". En una línea similar, el físico Don Lincoln señaló que si bien los pilotos de esos informes pueden haber pensado que vieron lo que creían que era un "objeto volador no identificado", ya que existen explicaciones mucho más plausibles, propuso que "lo que estos pilotos estaban viendo es algo con una explicación más ordinaria, ya sea un fallo instrumental o algún otro artefacto inexplicable".
El 16 de enero de 2019, la DIA publicó una lista de 38 títulos de investigación perseguidos por el programa en respuesta a una solicitud de la Ley de Libertad de Información de Steven Aftergood, director del Proyecto sobre Secreto Gubernamental de la Federación de Científicos Estadounidenses. Uno de esos temas de investigación, "Agujeros de gusano atravesables, puertas estelares y energía negativa", fue dirigido por Eric W. Davis, de EarthTech International Inc, fundada por Harold Puthoff, que participó anteriormente en el Proyecto Stargate. Otro proyecto, denominado "Invisibility Cloaking", fue dirigido por el científico alemán Ulf Leonhardt, profesor del Instituto Weizmann de Ciencias de Israel.
Otro título, "Warp Drive, Dark Energy, and the Manipulation of Extra Dimensions", se atribuyó al físico teórico Richard Obousy, director de la organización sin ánimo de lucro Icarus Interstellar. Uno de esos artículos fue publicado por Popular Mechanics el 14 de febrero de 2020. El documento en cuestión, titulado "Clinical Medical Acute & Subacute Field Effects on Human Dermal & Neurological Tissues", fue escrito por Christopher "Kit" Green, exagente de la CIA, clínico forense y neurocientífico, quien lo describió como "centrado en la evaluación forense de relatos de lesiones que podrían haber resultado de encuentros reclamados con UAP".
En junio de 2019, el exsenador Reid defendió el legado de la AATIP, diciendo: "Cuando fui contactado por The New York Times, dijeron que querían hacer una historia sobre ovnis y el dinero que obtuviste, los 22 millones de dólares. Y yo dije que estaba encantado de hacer ese reportaje, siempre y cuando no habláramos de hombrecillos verdes. Si quieres hablar de ciencia, me apunto. Y así es como lo vi".

## En medios de comunicación
Aunque el programa no fue nombrado específicamente, el líder del programa Elizondo fue citado en The Huffington Post a finales de octubre de 2017. Días antes, Elizondo anunció su participación en la fundación de una empresa aeroespacial, científica, paranormal y de entretenimiento llamada To the Stars Academy for Arts and Science.
AATIP llegó a una atención pública más amplia el 16 de diciembre de 2017 -en tres noticias- en The Washington Post, Politico y The New York Times:
- La historia en The New York Times incluyó dudas sobre las visitas extraterrestres expresadas por James Oberg, un escritor espacial y desacreditador de ovnis, y Sara Seager, una especialista científica en las atmósferas de planetas extrasolares. Oberg afirmó que "hay un montón de sucesos prosaicos y rasgos perceptivos humanos que pueden explicar estas historias", aunque dio la bienvenida a nuevas investigaciones.[3][4] También informó de que "Robert Bigelow, un empresario multimillonario y viejo amigo del Sr. Reid, recibió la mayor parte del dinero asignado para el programa del Pentágono".[3]
- El artículo de The Washington Post informaba de que Elizondo era responsable de la divulgación pública de imágenes tomadas por aviones de combate estadounidenses que parecen mostrar objetos aéreos maniobrando de forma inexplicable en el incidente del objeto aéreo USS Princeton. El periódico también afirmó que había realizado varias entrevistas con Elizondo y Christopher Mellon,[11] quien está asociado con Elizondo en la empresa privada llamada "To the Stars Academy for Arts and Sciences".[20][50]
- En el reportaje de Politico, la portavoz del Pentágono, Dana White, confirmó que Elizondo había sido el director de la AATIP.[4] Politico publicó una declaración de un antiguo miembro anónimo del personal del Congreso en el sentido de que, "Después de un tiempo[,] el consenso era [que] realmente no podíamos encontrar nada sustancial".[5] "Produjeron montones de papeleo. Después de todo eso no había realmente nada que pudiéramos encontrar. Todo se disolvió más o menos sólo por esa razón, y el nivel de interés fue perdiendo fuerza. Sólo lo hicimos durante un par de años".[4]

El 22 de mayo de 2019, el portavoz del Pentágono Christopher Sherwood finalmente confirmó al New York Post que el programa "sí persiguió la investigación y la investigación de fenómenos aéreos no identificados", disipando los rumores de que el programa solo se centró en la física teórica.
El 26 de mayo de 2019, The New York Times informó de que los pilotos de la Marina estadounidense informaron plenamente a la AATIP sobre los encuentros que tuvieron con objetos inexplicables durante el verano de 2014 a marzo de 2015 mientras volaban a gran altura frente a la costa este de los Estados Unidos. No obstante, el presidente Donald Trump, que dijo haber tenido una breve sesión informativa sobre la AATIP, se mostró escéptico sobre los avistamientos de ovnis por parte de la Armada estadounidense.
El 1 de junio de 2019, The Intercept publicó un artículo con un extracto de un correo electrónico obtenido a través de una solicitud de la FOIA. El extracto ponía en duda la posición de Elizondo en la AATIP. Sí, AATIP existió, y "sí persiguió la investigación y la investigación de fenómenos aéreos no identificados", confirmó el portavoz del Pentágono Christopher Sherwood. Sin embargo, añadió: "Elizondo no tenía responsabilidades con respecto al programa AATIP mientras trabajó para OUSDI [la Oficina del Subsecretario de Defensa para Inteligencia], hasta el momento en que renunció con efecto a partir del 10/4/2017". To the Stars intentó aclararlo con un correo electrónico: "El programa fue dirigido inicialmente fuera de la Agencia de Inteligencia de Defensa, pero cuando Lue lo asumió en 2010 como Director, lo dirigió fuera de la Oficina del Secretario de Defensa (OSD) bajo el Subsecretario de Defensa para Inteligencia (USDI)".
Un artículo de febrero de 2020 de Popular Mechanics por el escritor de investigación ovni y teniente de policía retirado Tim McMillan dijo que Bigelow Aerospace Advanced Space Studies (BAASS) fue contratado bajo los auspicios del programa AATIP para estudiar los informes OVNI y supuestos fenómenos paranormales. Según Steven Aftergood, director del Proyecto sobre Secreto Gubernamental de la Federación de Científicos Estadounidenses, el contrato AAWSAP "parece que fue un buen negocio para el contratista. Pero sería difícil argumentar que los militares o el público obtuvieron el valor de su dinero".
El 23 de julio de 2020, The New York Times informó de que, si bien el exsenador Harry Reid "creía que podían haberse producido choques de objetos de origen desconocido y que los materiales recuperados debían estudiarse; no dijo que se hubieran producido choques y que los materiales recuperados se hubieran estudiado en secreto durante décadas". Los informes noticiosos también repitieron una afirmación hecha por Eric W. Davis, un ex empleado de Harold E. Puthoff de que un "vehículo extraterrestre" podría estar en posesión del gobierno estadounidense.